# ロジャー・トラウトマン
ロジャー・トラウトマン（Roger Troutman, 1951年11月29日 - 1999年4月25日）は、アメリカ合衆国のファンク・ミュージシャン。音楽プロデューサー。

## 来歴
1951年、オハイオ州ハミルトンで生まれる。
自身の兄弟等とザップを結成。ブーツィー・コリンズらP-Funk勢の助けを得てデビューする。ザップはデビューアルバム収録の"More Bounce to the Ounce"がヒットする。セカンド・アルバムには「ダンス・フロア」「ドゥーワ・ディティ」などが収録され、充実したファンク・アルバムとなった。
ロジャーは81年にソロデビューを果たす。「悲しいうわさ」、「ソー・ラフ、ソー・タフ」などがソウル・チャートでヒットした。その後も、ザップとソロの両方のアルバムをリリースし続けた。自身以外の音楽活動としては、ザップに参加したミュージシャンのプロデューサーとしてシャーリー・マードック、ボビー・グローバー、シュガーフット、ディック・スミス、ニュー・ホライズンズ、ヒューマン・ボディ等を担当した。また、ロジャーとザップは来日公演の回数も多かった。
1999年に射殺体で発見される。享年47歳。メディアによれば、兄弟のラリー・トラウトマンによって殺害されたと伝えられている（ラリーは現場から数ブロック先に停めてあった車の車内で死亡しているのが発見された。ロジャー殺害後に自殺を図ったと見られている）。

## ディスコグラフィ（ソロ）
- The Many Facets of Roger (1981年)
- The Saga Continues (1984年)
- Unlimited! (1987年)
- Bridging the Gap (1991年)

## 映画・サウンドトラック
- A Thin Line Between Love & Hate: Music From The Motion Picture  (1996年) - 邦題:バッドフェロー